# Белпрі (Огайо)
Белпрі (англ. Belpre) — місто (англ. city) в США, в окрузі Вашингтон штату Огайо. Населення — 6728 осіб (2020).

## Географія
Белпрі розташоване за координатами 39°16′50″ пн. ш. 81°35′32″ зх. д. / 39.28056° пн. ш. 81.59222° зх. д. (39.280492, -81.592338).  За даними Бюро перепису населення США в 2010 році місто мало площу 9,24 км², з яких 9,03 км² — суходіл та 0,21 км² — водойми.

### Клімат
| Клімат : Белпрі         | Клімат : Белпрі | Клімат : Белпрі | Клімат : Белпрі | Клімат : Белпрі | Клімат : Белпрі | Клімат : Белпрі | Клімат : Белпрі | Клімат : Белпрі | Клімат : Белпрі | Клімат : Белпрі | Клімат : Белпрі | Клімат : Белпрі | Клімат : Белпрі |
| Показник                | Січ.            | Лют.            | Бер.            | Квіт.           | Трав.           | Черв.           | Лип.            | Серп.           | Вер.            | Жовт.           | Лист.           | Груд.           | Рік             |
| Середній максимум, °C   | 5,0             | 6,7             | 12,2            | 18,3            | 23,9            | 28,3            | 30,0            | 29,4            | 26,1            | 19,4            | 12,8            | 6,7             | 18,3            |
| Середня температура, °C | 0,0             | 1,7             | 6,1             | 12,2            | 17,2            | 22,2            | 23,9            | 23,3            | 20,0            | 13,3            | 7,2             | 2,2             | 12,2            |
| Середній мінімум, °C    | −4,4            | −3,9            | 0,6             | 5,6             | 11,1            | 16,1            | 18,3            | 17,2            | 13,3            | 7,2             | 2,2             | −2,8            | 6,7             |
| Норма опадів, мм        | 76              | 69              | 91              | 84              | 97              | 104             | 112             | 94              | 74              | 61              | 71              | 74              | 1003            |
| ----------------------- | --------------- | --------------- | --------------- | --------------- | --------------- | --------------- | --------------- | --------------- | --------------- | --------------- | --------------- | --------------- | --------------- |
| Джерело: Weatherbase    |                 |                 |                 |                 |                 |                 |                 |                 |                 |                 |                 |                 |                 |

## Демографія
Згідно з переписом 2010 року, у місті мешкала 6441 особа в 3053 домогосподарствах у складі 1788 родин. Густота населення становила 697 осіб/км².  Було 3351 помешкання (363/км²).
Расовий склад населення:
| - 94,7 % — білих - 2,1 % — чорних або афроамериканців - 0,4 % — азіатів - 0,2 % — корінних американців - 0,1 % — вихідців з тихоокеанських островів |

До двох чи більше рас належало 2,3 %. Частка іспаномовних становила 0,8 % від усіх жителів.
За віковим діапазоном населення розподілялося таким чином: 18,8 % — особи молодші 18 років, 60,5 % — особи у віці 18—64 років, 20,7 % — особи у віці 65 років та старші. Медіана віку мешканця становила 44,7 року. На 100 осіб жіночої статі у місті припадало 87,5 чоловіків;  на 100 жінок у віці від 18 років та старших — 84,2 чоловіків також старших 18 років.
Середній дохід на одне домашнє господарство  становив 45 602 долари США (медіана — 33 248), а середній дохід на одну сім'ю — 59 168 доларів (медіана — 50 597). Медіана доходів становила 36 860 доларів для чоловіків та 34 213 долари для жінок. За межею бідності перебувало 20,3 % осіб, у тому числі 20,8 % дітей у віці до 18 років та 14,9 % осіб у віці 65 років та старших.
Цивільне працевлаштоване населення становило 2494 особи. Основні галузі зайнятості: освіта, охорона здоров'я та соціальна допомога — 23,1 %, роздрібна торгівля — 20,6 %, виробництво — 12,7 %, мистецтво, розваги та відпочинок — 8,7 %.